# Nuala O'Faolain
Nuala O'Faolain, née le 1er mars 1940 à Dublin (Irlande) et morte dans la même ville le 9 mai 2008, est une écrivaine irlandaise.

## Biographie
Nuala O'Faolain est la deuxième d’une famille de neuf enfants. Son père était un journaliste, charmeur, volage et mondain. Sa mère consolait son désespoir dans les livres, l'alcool et la fréquentation des pubs.
Pendant quelques années, Nuala O'Faolain allie petits boulots et université où elle suit des études de lettres à Dublin puis à Oxford, où elle obtient un diplôme de littérature médiévale. Elle commence une carrière de journaliste et de productrice à la radio et à la télévision et devient chroniqueuse à l’Irish Times. Parallèlement, elle commence à boire beaucoup d'alcool.
Dans les années 1970, elle vit à Londres. Elle milite pour le féminisme.
À partir de 1986, elle commence à rédiger des chroniques dans le journal Irish Times ce qui lui donne le goût de l'écriture. Lorsqu'un éditeur lui propose de publier ses articles, elle rédige pour le livre une vaste préface autobiographique de quelque 400 pages dans laquelle elle cherche l'origine de son mal à travers l'Irlande. L'ouvrage est publié en 2002 sous le titre On s'est déjà vu quelque part ? et est un succès populaire. Il est vendu aux États-Unis à plus de 300 000 exemplaires.
Nuala O'Faolain vit en couple pendant quinze ans avec Nell McCafferty. Elle est morte d'un cancer foudroyant, à 68 ans,.

## Œuvre
- Are You Somebody? The Accidental Memoir of a Dublin Woman, New York: Henry Holt and Company, 1996  (ISBN 0-8050-5663-7) On s'est déjà vu quelque part ?, traduit par Julia Schmidt et Valérie Lermite, Paris, Éditions Sabine Wespieser (2002) ; réédition, Paris, 10/18, coll. « Domaine étranger » no 3753, 2005  (ISBN 2-264-03832-2) ; réédition, Paris, Le Livre de poche no 35874, 2020  (ISBN 978-2-253-93438-7)
- My Dream of You, Riverhead Books, 2001  (ISBN 1-57322-177-5) Chimères, traduit par Stéphane Camille, Paris, Éditions Sabine Wespieser (2003) ; réédition, Paris, 10/18, coll. « Domaine étranger » no 3934, 2006  (ISBN 2-264-04078-5) ; réédition, Paris, Le Livre de poche no 35689, 2020  (ISBN 978-2-253-93436-3)
- Almost There: The Onward Journey of a Dublin Woman, Riverhead Books, 2003  (ISBN 1-57322-374-3) J'y suis presque, traduit par Stéphane Camille, Paris, Éditions Sabine Wespieser (2005) ; réédition, Paris, 10/18, coll. « Domaine étranger » no 4028, 2007  (ISBN 978-2-264-04323-8) ; réédition, Paris, Le Livre de poche no 35875, 2020  (ISBN 978-2-253-93437-0)
- The Story of Chicago May, Riverhead Books, 2005  (ISBN 1-57322-320-4) — Prix Femina étranger 2006 L'Histoire de Chicago May, traduit par Vitalie Lemerre, Paris, Éditions Sabine Wespieser (2006) ; réédition, Paris, 10/18, coll. « Domaine étranger » no 4127, 2008  (ISBN 978-2-264-04607-9) ; réédition, Paris, Le Livre de poche no 35685, 2020  (ISBN 978-2-253-93435-6)
- Best Love, Rosie, New Island Books, 2009  (ISBN 0-8050-5663-7) Best Love Rosie, traduit par Judith Roze, Paris, Éditions Sabine Wespieser (septembre 2008) ; réédition, Paris, 10/18, coll. « Domaine étranger » no 4322, 2010  (ISBN 978-2-264-04994-0) ; réédition, Paris, Le Livre de poche no 35684, 2020  (ISBN 978-2-253-93434-9)
- A More Complex Truth : selected writings, New Island Books, 2010  (ISBN 1848400667) Ce regard en arrière et autres récits journalistiques, traduit par Dominique Goy-Blanquet, Paris, Éditions Sabine Wespieser (février 2011) ; réédition, Paris, 10/18 no 4753, 2013  (ISBN 978-2-264-05633-7) ; réédition, Paris, Le Livre de poche no 35876, 2020  (ISBN 978-2-253-93439-4)